# Barroco siberiano

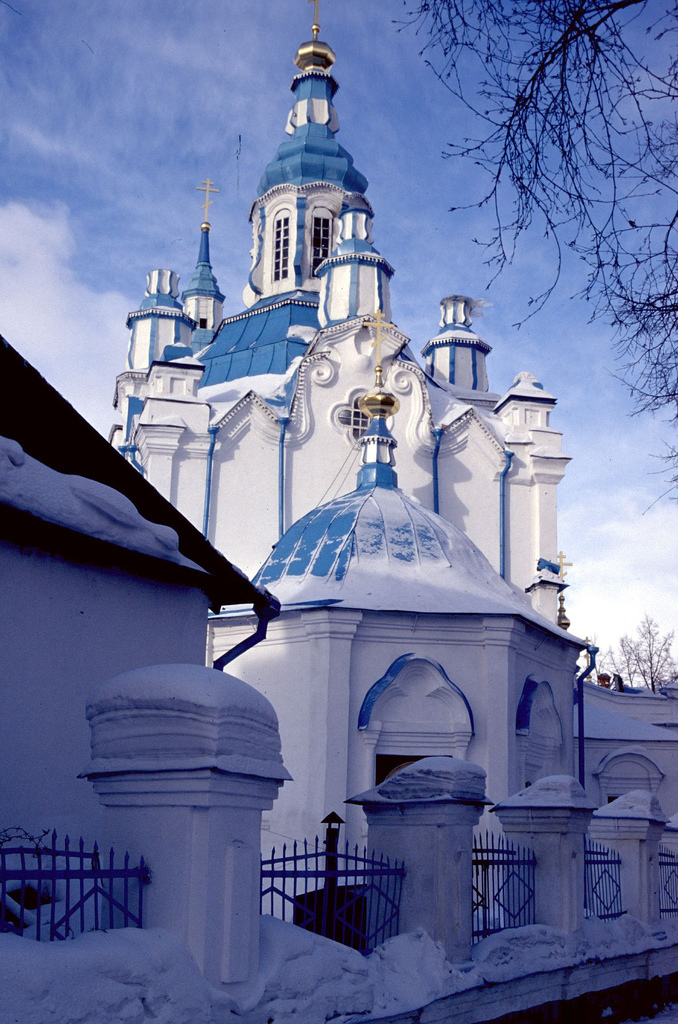
Catedral Nuestra Señora del Signo de Tiumén (1768-1786/1801)

El Barroco siberiano es la designación con que se conoce una variante regional arquitectónica del Barroco ruso, influida por el Barroco ucraniano, y en algunos casos incluso incorporando motivos del Budismo tibetano. Es común en las edificaciones religiosas erigidas en Siberia en siglo XVIII (donde se registraron 115 iglesias de piedra en 1803), la mayoría de ellas de este estilo y que se encuentran en Irkutsk, Tobolsk y Tomsk. Los interiores originales que sobreviven son raros y solamente se encuentra uno en la iglesia de la Exaltación de la Cruz de Irkutsk.
Las iglesias de Siberia del siglo XVIII, al igual que la mayoría de las de Moscú, barrocas y rococós, se construyeron sin pilares. El refectorio y los campanarios contiguos se sitúan en el lado occidental. Se caracterizan a menudo por pintorescos volúmenes cada vez más pequeños, apilados unos sobre otros. La decoración se distingue por préstamos de origen oriental como los dinteles en forma de lancetas, así como por motivos de inspiración budista, como las dharmacakras.

## Historia

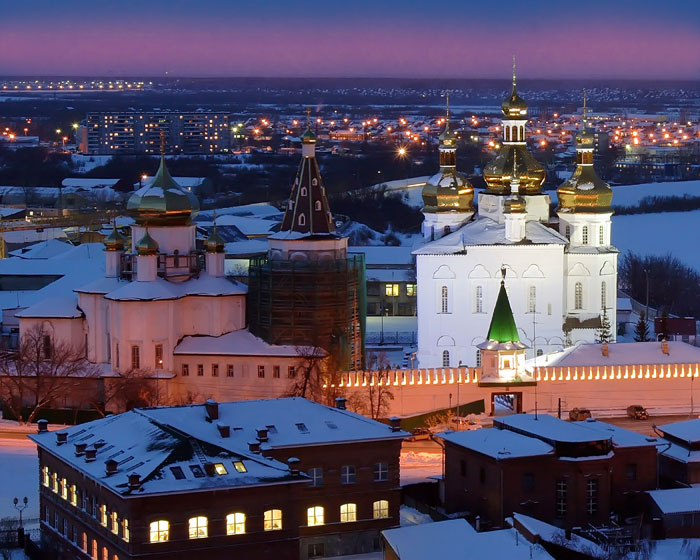
El monasterio de la Santísima Trinidad en Tiumén es uno de los primeros edificios de piedra en Siberia.

En el siglo XVII, no se construyeron edificios de piedra en Siberia, excepto el Kremlin de Tobolsk y en el monasterio de Nuestra Señora del Signo de Abalak. Son construcciones en las que aparece una decoración caracterizada por la cuidada elaboración de arabescos y ramajes. Fue en este espíritu del barroco Naryshkin, se edificó el edificio de piedra más antiguo del Tiumén: la catedral de la Anunciación, que data de 1700-1704 y que fue destruida durante el período soviético en junio de 1932 y reconstruida después. La construcción de la catedral de la Trinidad en el seno del monasterio de la Santísima Trinidad en Tiumén presenta en su estilo muchas similitudes con el barroco ucraniano. Explica esta influencia la presencia en ese momento de la gran jerarquía de origen ucraniano en la iglesia en Siberia. Los edificios siberianos posteriores han conservado otros elementos del barroco ucraniano y, en particular, el dominio de los cintrados verticales. Los historiadores del arte también destacan similitudes entre las tempranas iglesias de Tobolsk y los edificios religiosos de principios del siglo XVIII en los Urales. Por ejemplo mediante el estudio del estilo de la catedral de la Trinidad en Verkhoturye (que es único en su género en el estilo barroco Stroganov) o incluso en el Monasterio de la Dormición en Dalmatovo ,en el óblast de Kurgan.
Entre las primeras construcciones de piedra en el oriente de Siberia destacan el monasterio de la Dormición de la Madre de Dios en Nerchinsk (1712), el monasterio de la Transfiguración del Salvador en Posolski (1718), la iglesia del Salvador y catedral de la Epifanía, ambas en Irkutsk, la iglesia de la Dormición y la casa Voyevoda, ambas en Yeniseisk, y el monasterio del Salvador en Yakutsk .

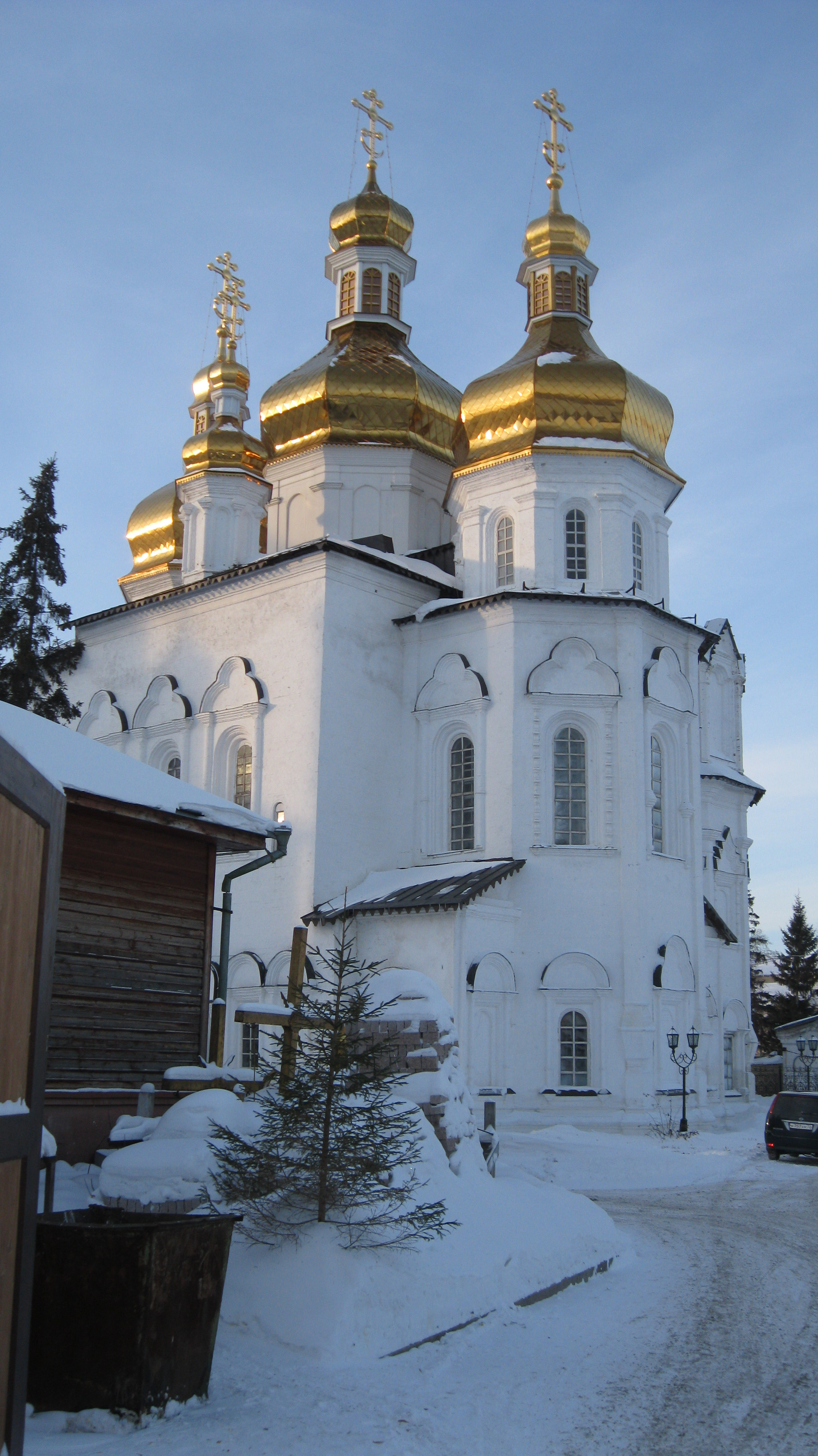
Catedral de la Trinidad de Tiumén

## Estudio de su historia

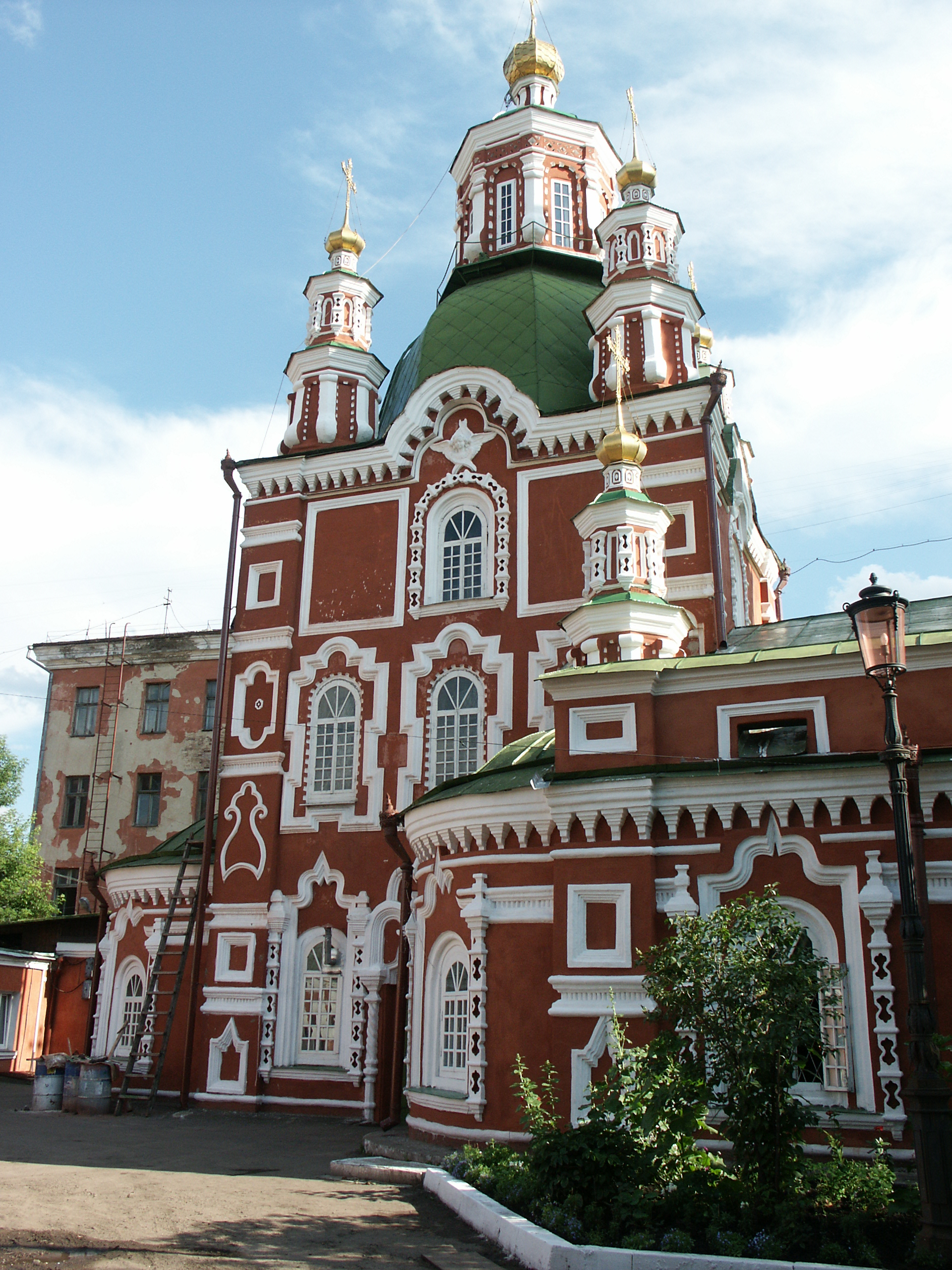
La iglesia de la Intercesión en Krasnoyarsk

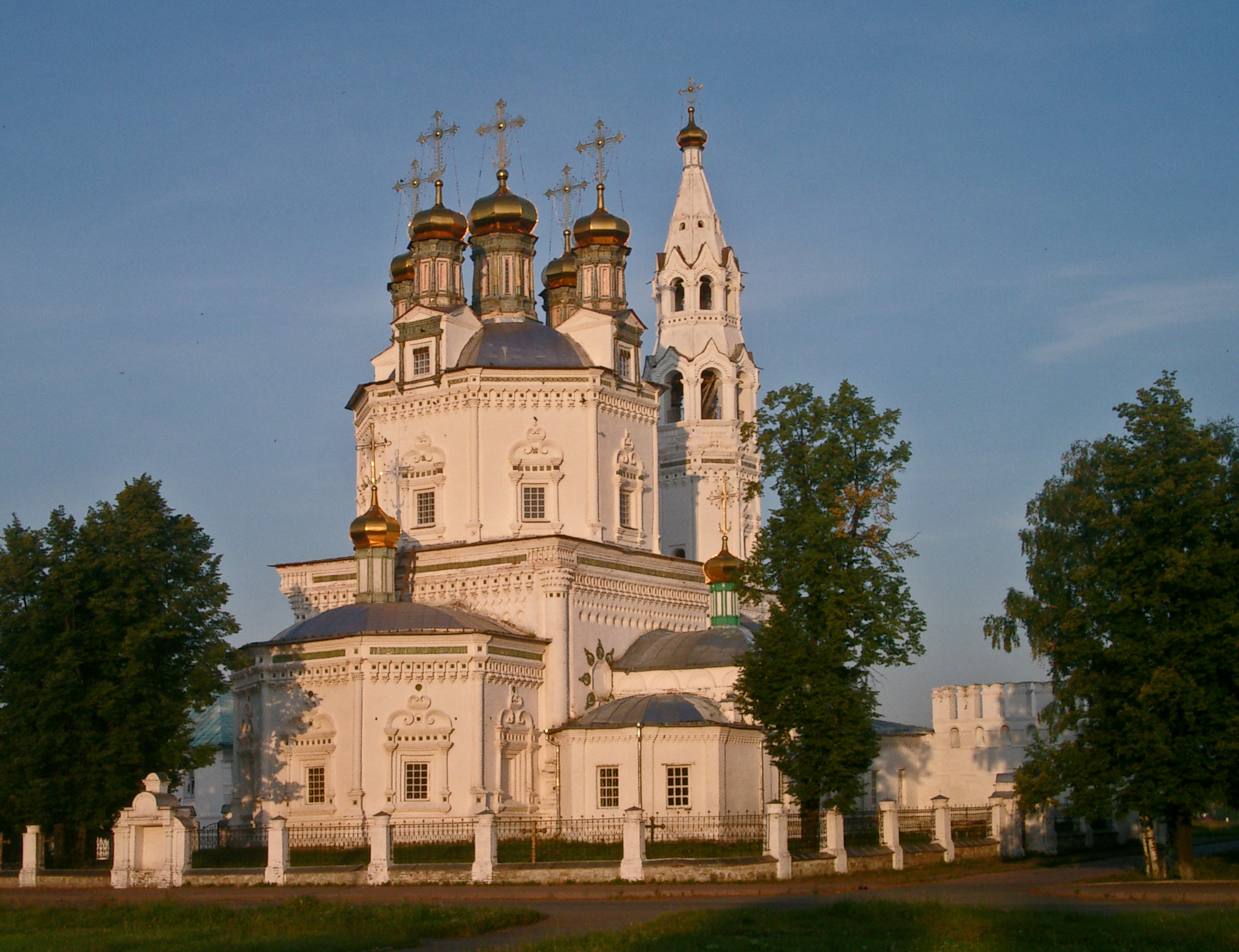
Catedral de la Santa Trinidad de Verjoturie (1703-1712)

Entre los edificios religiosos siberianos más antiguos del estilo barroco, la iglesia de la Exaltación de la Cruz de Irkutsk (1747-1760), con sus elementos decorativos de inspiración budista, ya atraía la atención de los eruditos antes de la Revolución de octubre de 1917 («El mejor ejemplo del barroco siberiano, con su originalidad en estratificaciones cultural-semánticas y etno-estilísticas»). Felizmente reúne fuentes culturales étnicas diversas. Este conjunto único compite con las pomposas iglesias redondas de piedra de los Urales en Solikamsk: la Iglesia de San Juan Bautista (Solikamsk) o, más al oeste, con la de Solvychegodsk: la iglesia del monasterio de la Presentación de María en el Templo,  o incluso en el norte, con la de Simeon el Estilita en Veliki Ustiug. Ígor Grabar, viendo en esta iglesia de Irkutsk la continuación provincial y tardía del estilo barroco moscovita, con su exuberancia decorativa, escribió: «Es una combinación naif del arte de Moscú y del arte de Ucrania unidos entre ellos como en una alfombra con motivos densos, pero con un sabor particular que le viene del Oriente vecino».
Los términos «barroco siberiano» aparecen a partir de 1924 en los textos del especialista regional de Irkutsk D. A. Boldyrev-Kazarine que añade además, sobre la Iglesia de la Elevación de la Cruz de Irkutsk, las expresiones de «orgías exuberantes» y «cascadas de arabescos» a las que los artistas se habrían entregado en las paredes entregadas a su talento. Partiendo de la hipótesis de que artesanos locales buriatos habrían participado en estas construcciones, Boldurev-Kazarine expresa esto constatando que en Siberia «algunas realizaciones arquitectónicas mongolas y chinas han tomado la forma de los kokoshnik familiares a los rusos, mientras que ostiakos, tártaros y uzbecos habrían tomado su decoración específica en las ciudades de Ishim, Yalutorovsk y Tara.
La cuestión de los préstamos de Ucrania y Rusia occidental en la arquitectura siberiana del siglo XVIII ya fue investigado en la época soviética. Algunos investigadores observaron que la «decoración buriata» de las iglesias de Irkutsk y la organización de su volumen ya se encontraba en las ciudades del oeste ruso, como Totma y Veliki Oustioug
Según T. S. Proskuryakova, la arquitectura temprana de las iglesias siberianas se podía dividir en dos «tipos subregionales»: el siberiano occidental (Tobolsk, Tiumén y la región oriental de los Urales) y el siberiano oriental (Irkutsk). H. Yu. Kaptikov también  distingue dos tipos de estilos de Siberia: occidental y oriental. También ve en la arquitectura siberiana del siglo XVIII una escuela provincial del Barroco ruso. Considera que es una escuela rusa provincial de la misma manera que las de las regiones de Totma, Veliki Oustioug, de los Urales y de Kirov (óblast de Kirov) en el norte de Rusia.

## Ejemplos de Barroco siberiano
- en Irkutsk:

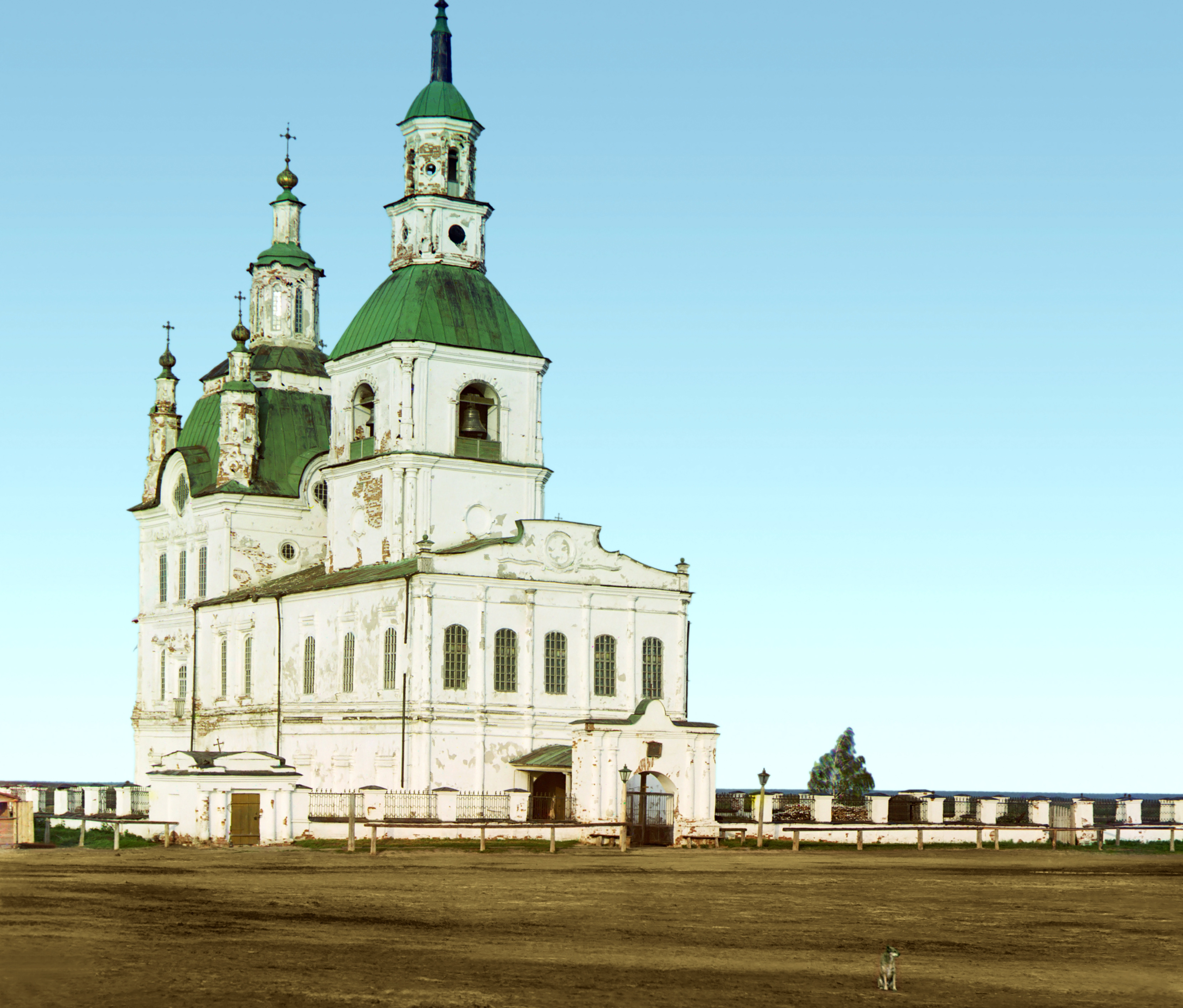
La catedral de la Trinidad de Yalutorovsk del temprano

- Catedral de la Epifanía (1718-1846)
- Iglesia de la Ascensión;
- Iglesia de Nuestra Señora del Signo;
- Iglesia de la Exaltación de la Cruz (1747-1760);
- Iglesia de la Trinidad;
- Église de la Aparición de la Virgen de Irkutsk;
- Iglesias destruidas de  Tchoudotvorskaïa (1930), Tikhvin (1932) y Vladimir (1934);

- en Tomsk:

- Iglesia de Nuestra Señora del Signo;
- Iglesia del monasterio de la Virgen y de Alekseyev;
- Catedral de la Epifanía;
- Iglesia de la Resurrección (1789-1807);
- Iglesia de la Aparición;

- en Tobolsk:

- Iglesia de Zacarías e Isabel en Tobolsk (1758-1776);
- Iglesia del arcángel Miguel (1745-1759);
- Catedral de Santa Sofía (1683/86-1774);
- Iglesia de la Exaltación de la Cruz (1754-1780);

- en Tiumén:

- Iglesia del Salvador de Tiumén (1796-1819);
- Catedral de Nuestra Señora del Signo de Tiumén (1768-1786/1801);
- Catedral de la Trinidad del monasterio de Tiumén (1708-1715);
- Iglesia de la Exaltación de la Cruz de Tiumén

- Catedral Sretenski en Ialoutorovsk;
- Catedral de la Epifanía Ichim;
- Catedral de la Dormición de Ienisseïsk (1774-1843);
- Iglesia de la Intercesión de la Santa Madre de Dios en Khanty-Mansiysk;
- Catedral de la Santísima Trinidad en Kansk;
- Catedral de la Presentación de Karpinsk (1761-1776);
- Catedral de la Intercesión de Krasnoïarsk ;
- Iglesia del Salvador de Minusinsk;
- Catedral de la Transfiguración del Salvador de Nijniaia Siniatchika (1794-1823);
- Catedral de la Transfiguración del Salvador en Novokuznetsk;
- Catedral militar de la Resurrección de Omsk;
- Monasterio Posolski de la Transfiguration del Salvador;
- Iglesia de la Nativité de Jean le Baptiste de Solikamsk
- Iglesia del Salvador en Tara;
- Catedral del monasterio de la Trinidad de Touroukhansk ;
- Catedral Hodegetria en Ulán-Udé;
- Iglesia de la Dormición de Verkhneïmbatskoe ;
- Catedral de la Santa Trinidad  de Verjoturie (1703-1712);

## Galería de imágenes

Ejemplos en Irkutsk y Tomsk
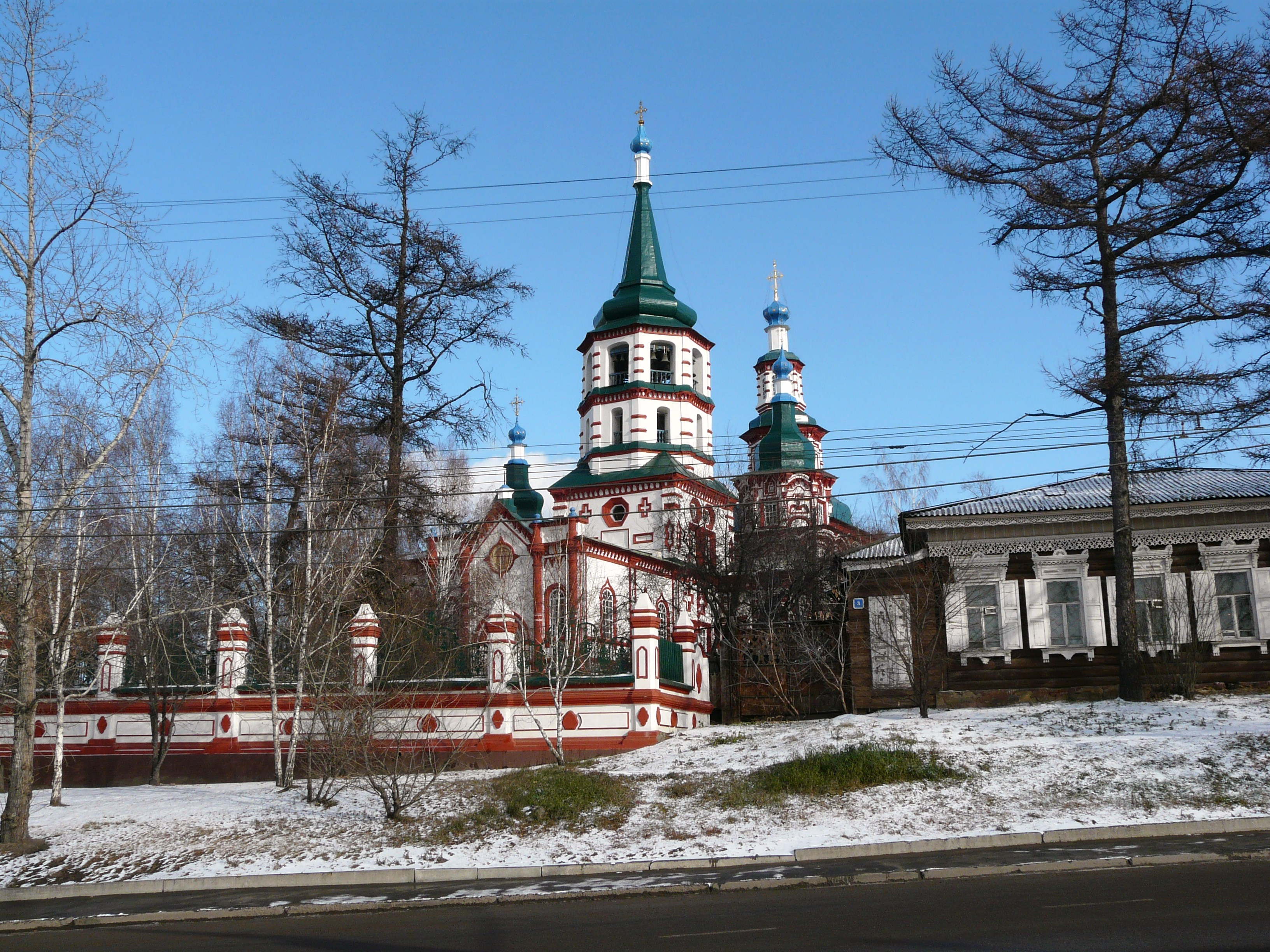
Iglesia de la Exaltación de la Cruz de Irkutsk
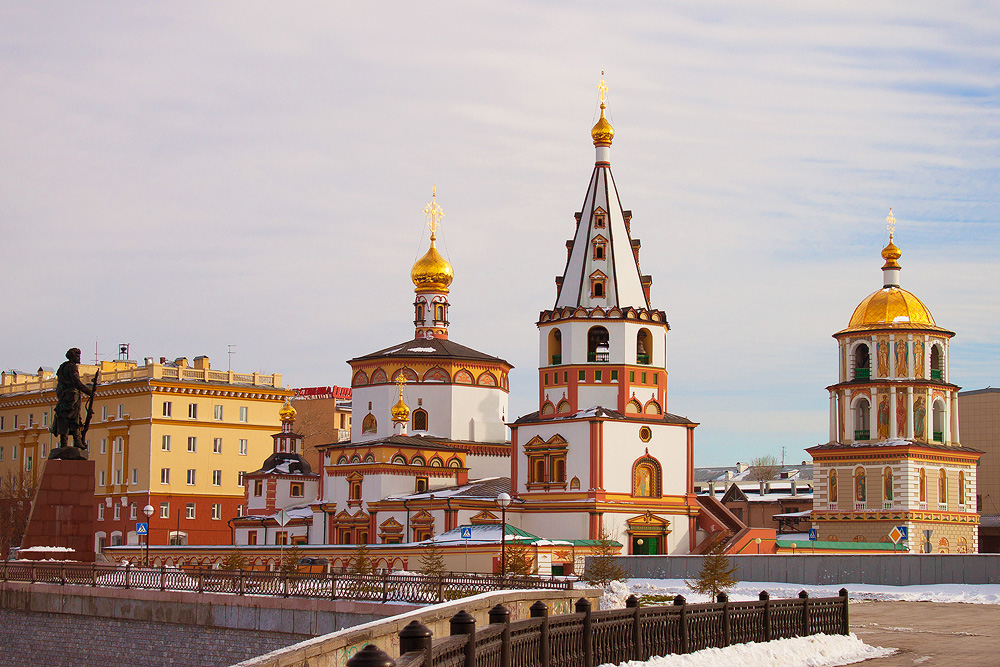
Catedral de la Epifanía (1718-1846)
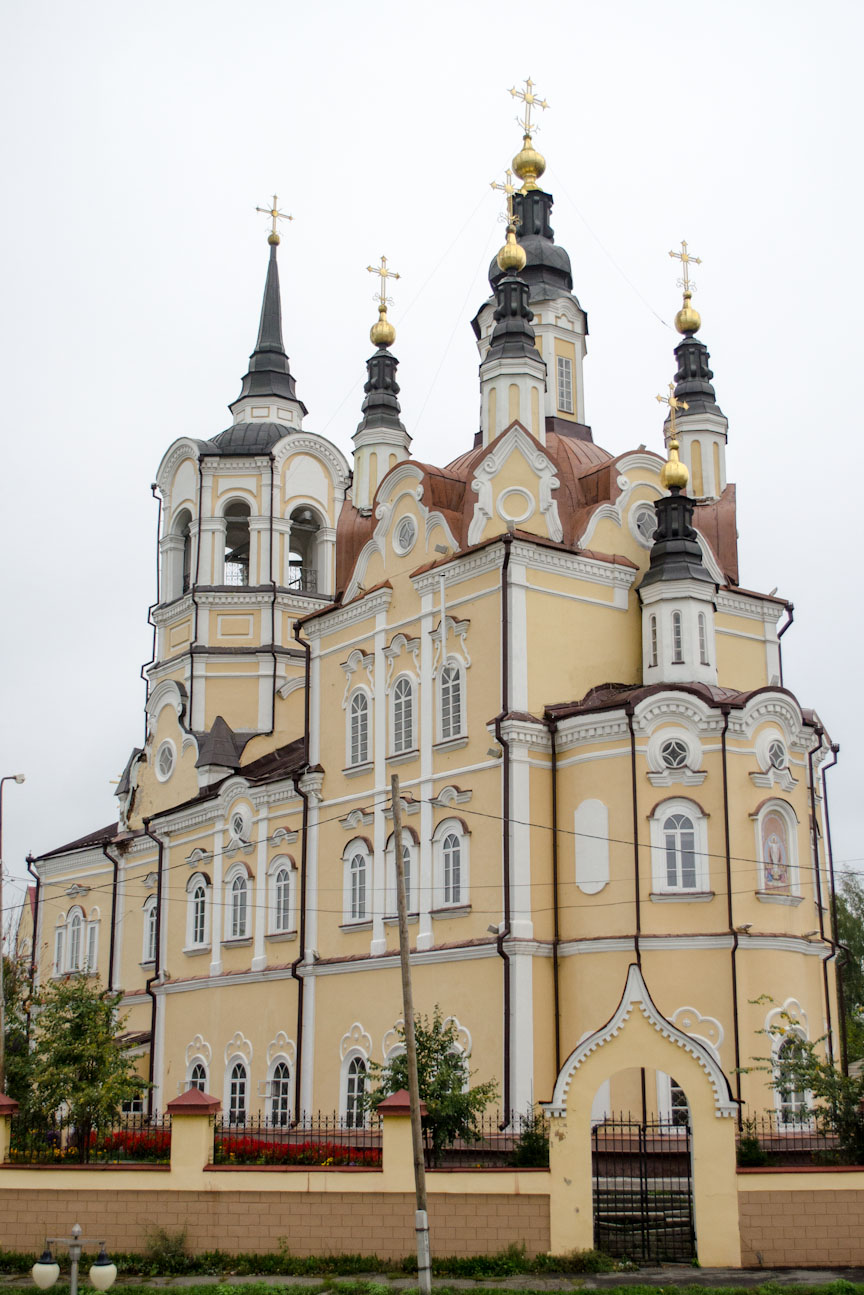
Iglesia de la Resurrección de Tomsk (1789-1807)
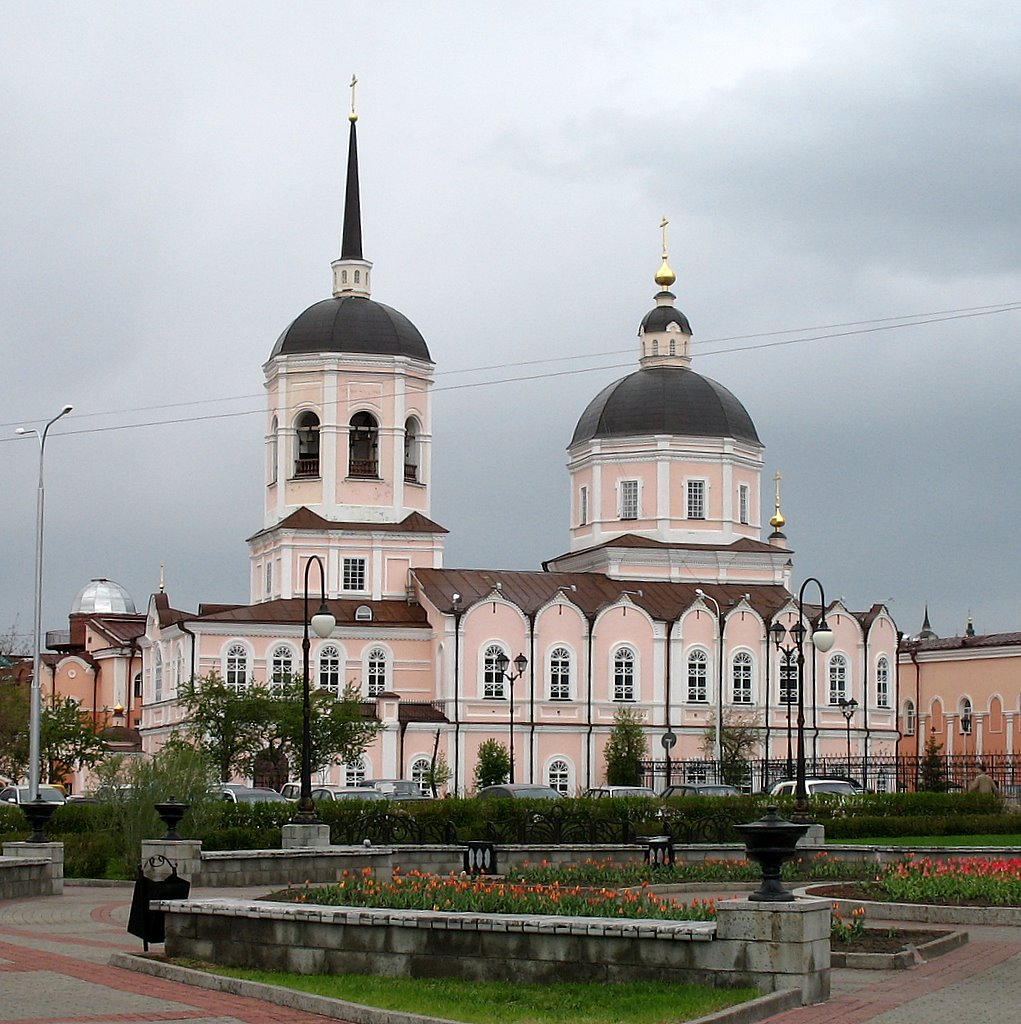
Catedral de la Epifanía en Tomsk
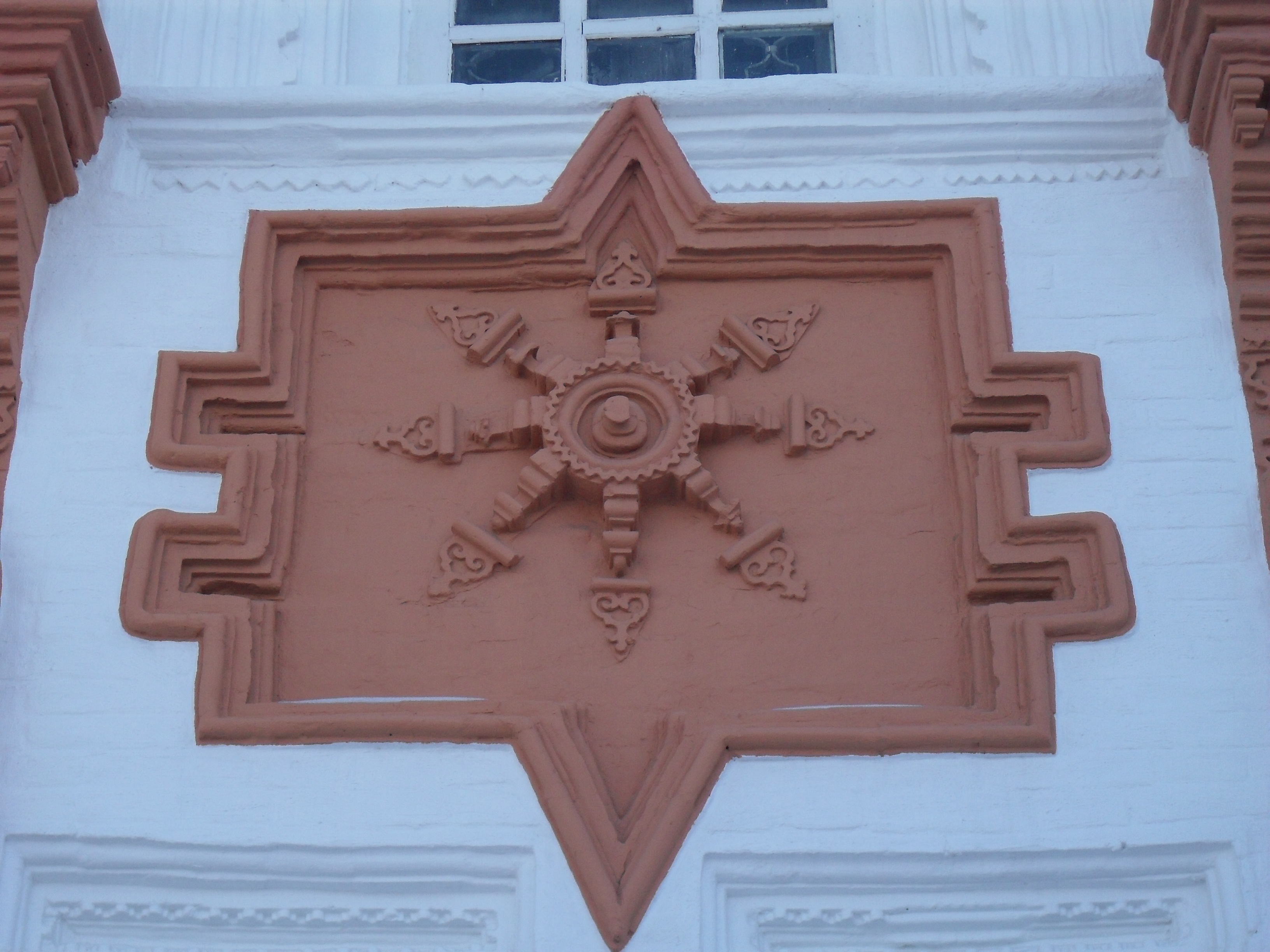
Dharmacakra sobre la fachada de la iglesia de la Exaltación de la Cruz de Irkutsk
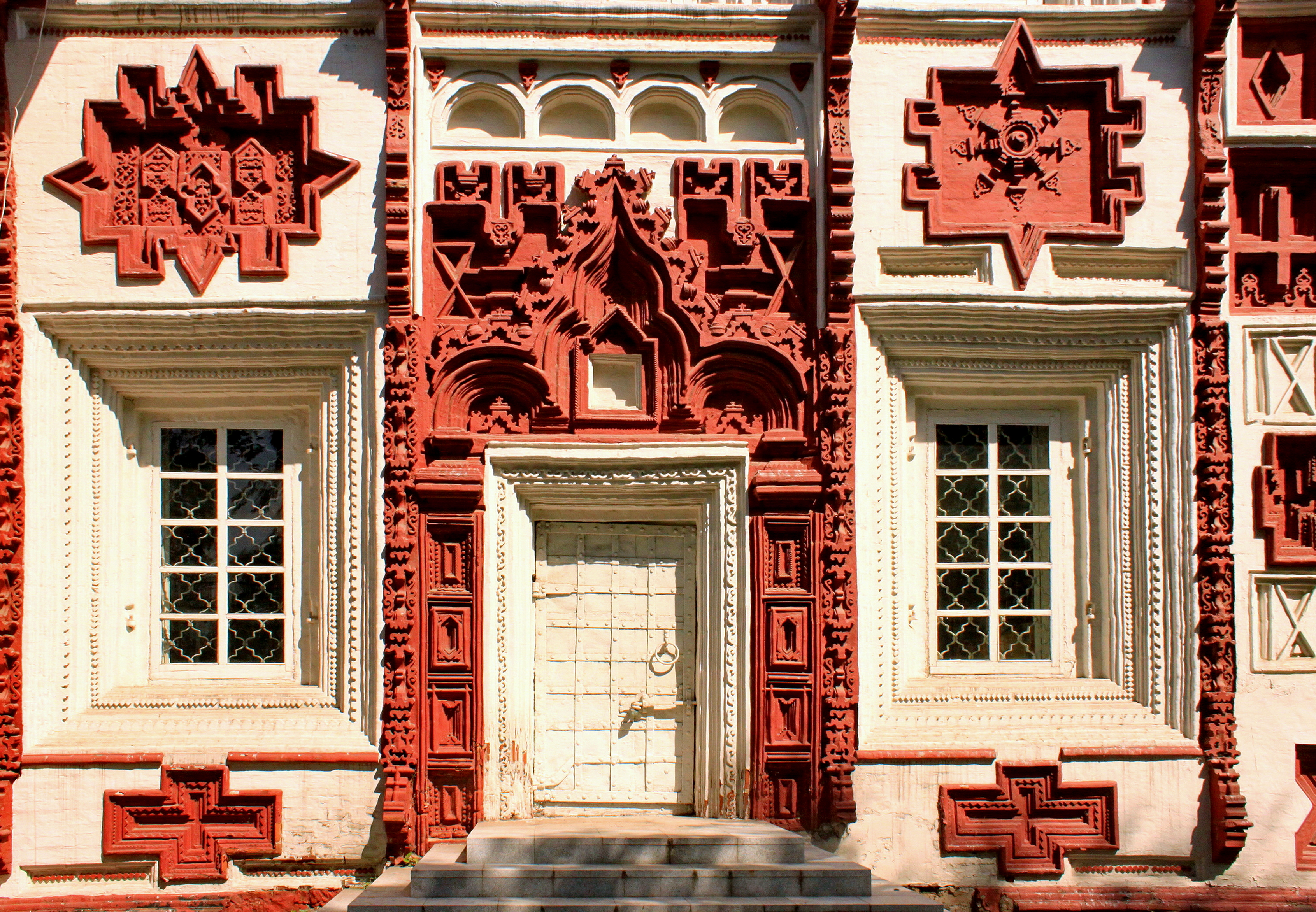
Decoración de piedra de estilo barroco siberiano en la iglesia de la Exaltación de la Cruz de Irkutsk

Ejemplos en Tiumén y Tobolsk
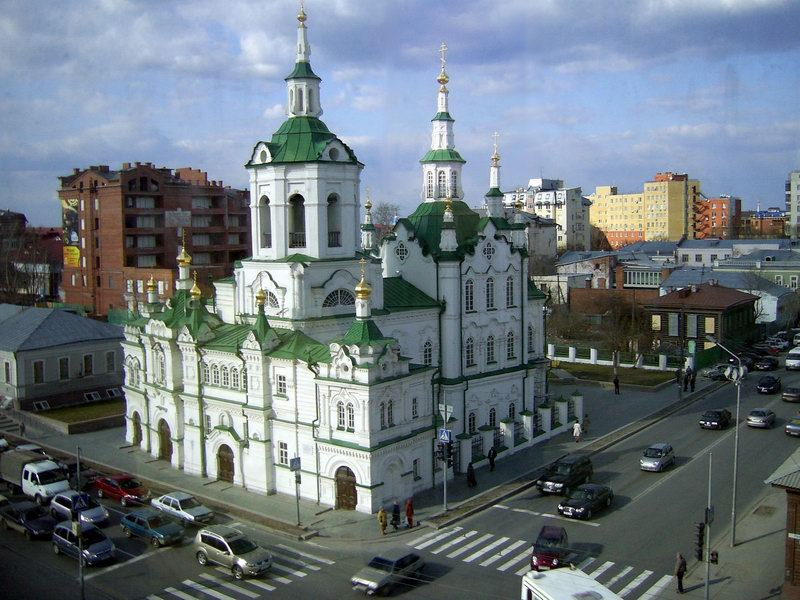
Iglesia del Salvador de Tiumén (1796-1819)
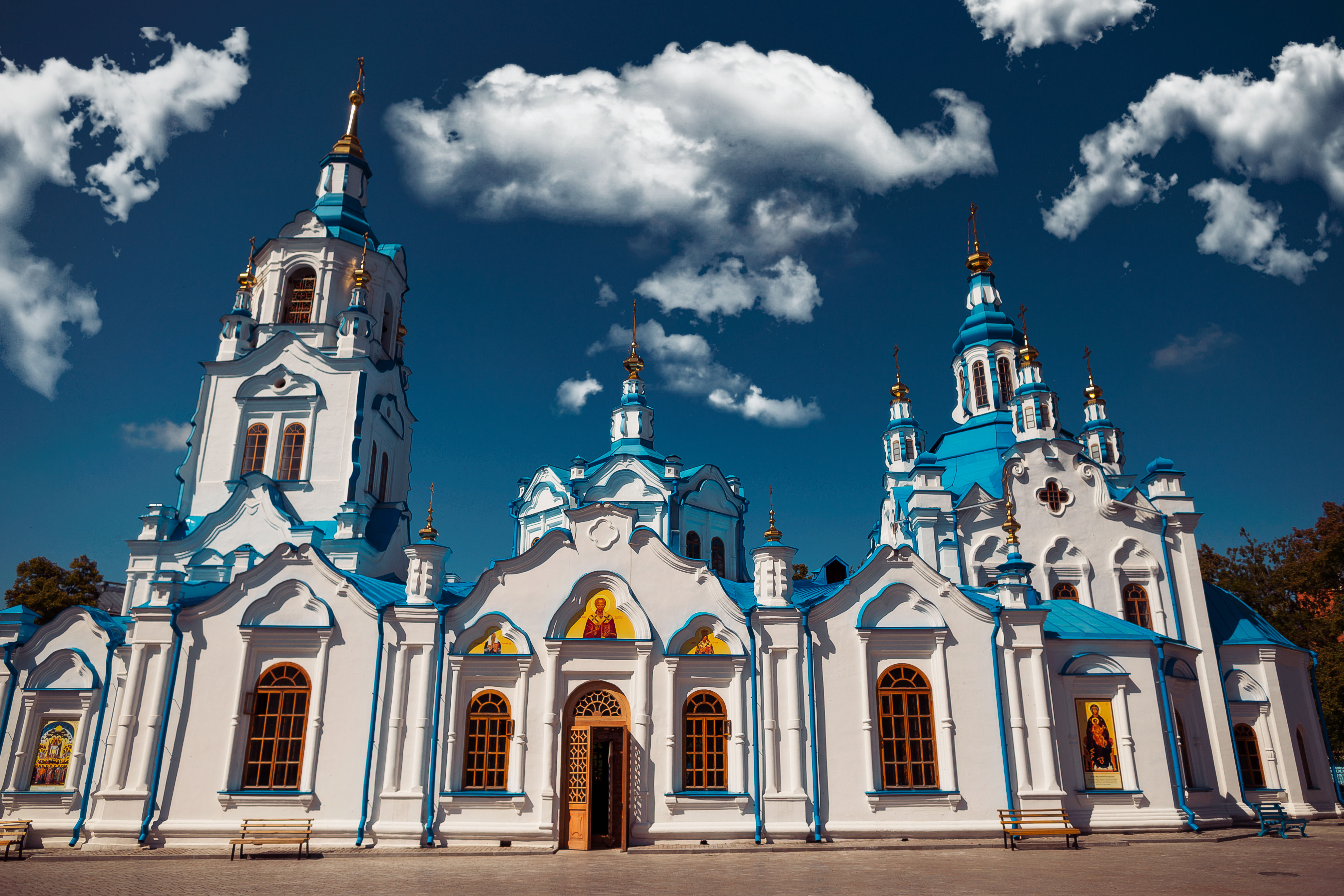
Catedral de Nuestra Señora del Signo de Tiumén
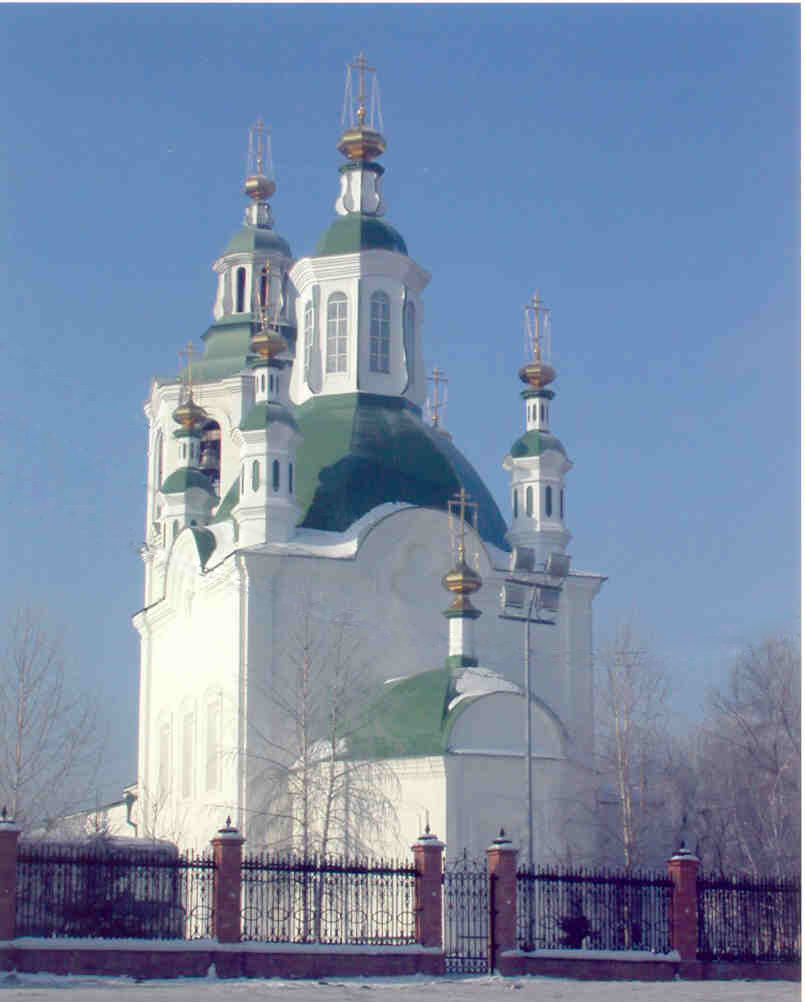
Iglesia de Exaltación de la Cruz (Tiumén) (1774)
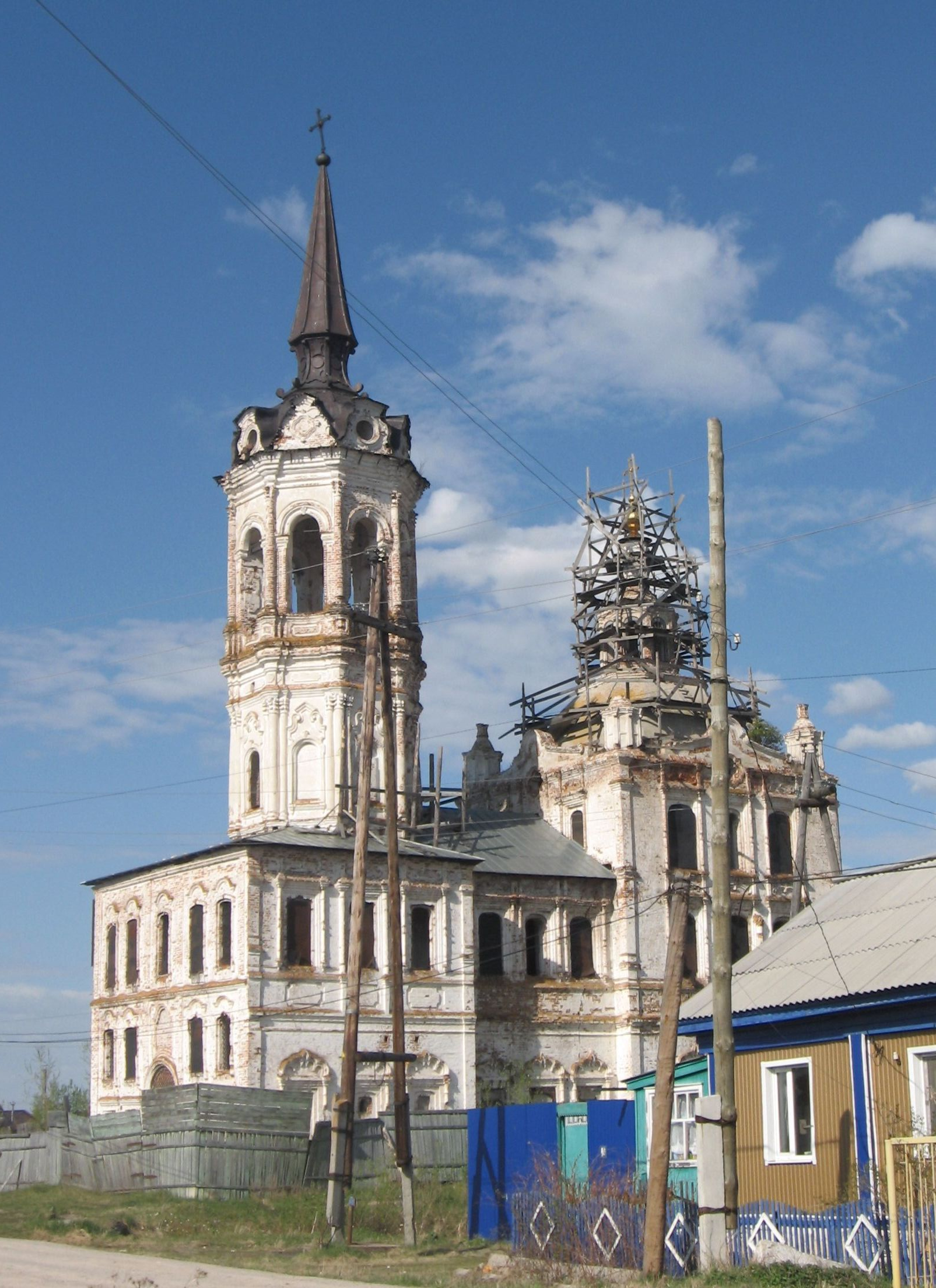
Iglesia de Exaltación de la Cruz (Tobolsk)  (1754-1780)
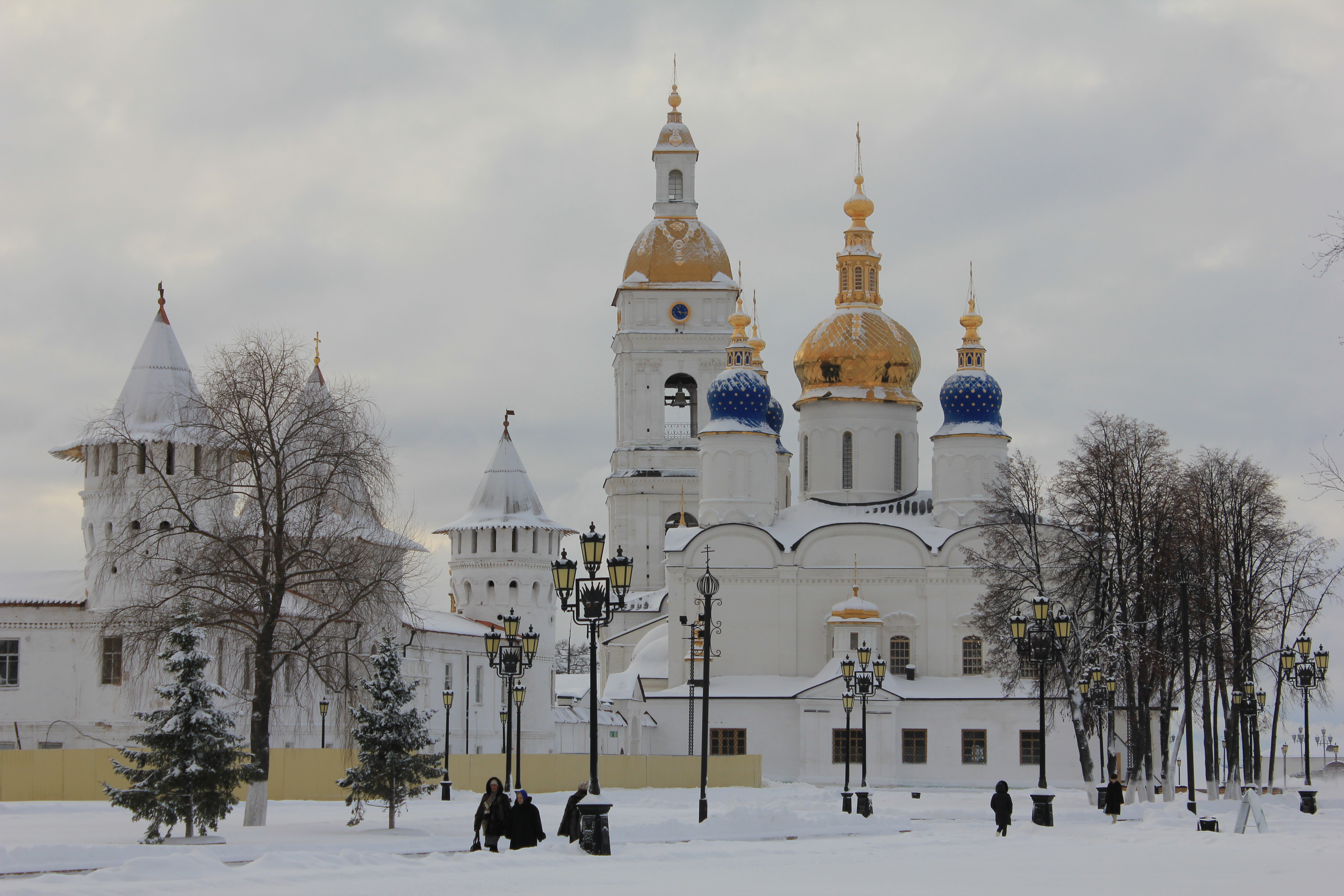
Catedral Santa Sofía de Tobolsk  (1683/86-1774)
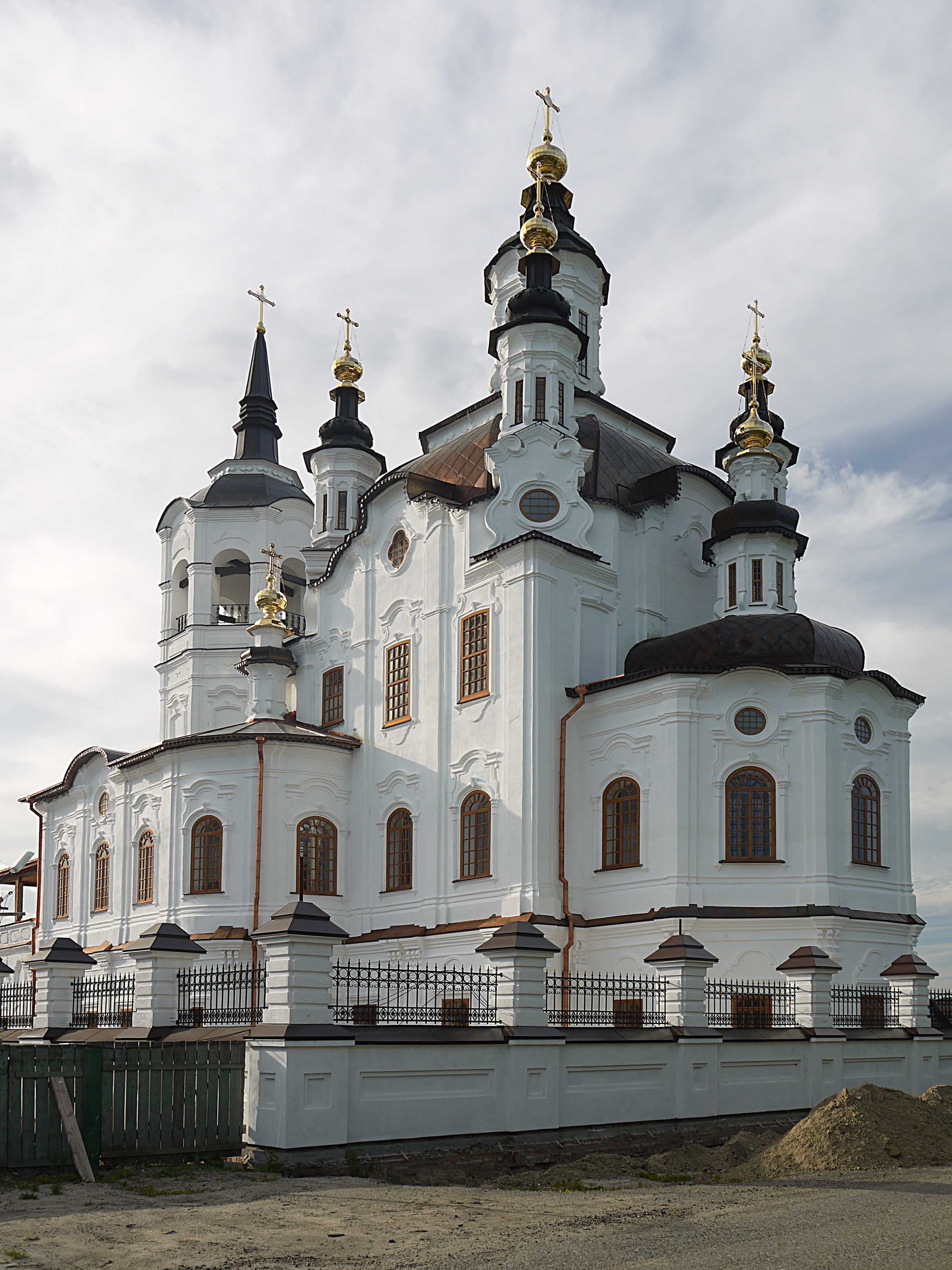
Iglesia de Zacarías e Isabel en Tobolsk (1758-1776)

Otros ejemplos
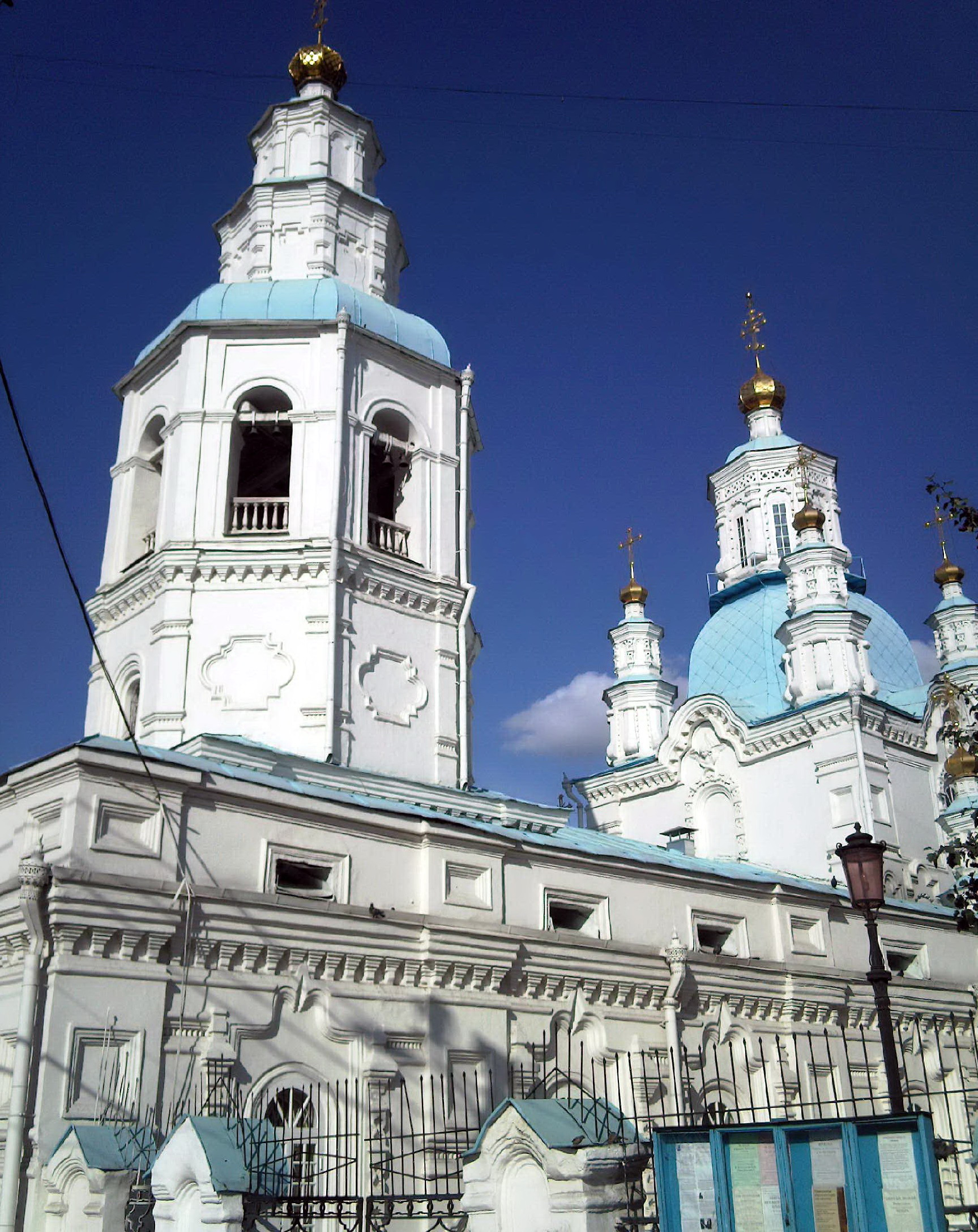
Catedral de la Intercesión de Krasnoïarsk
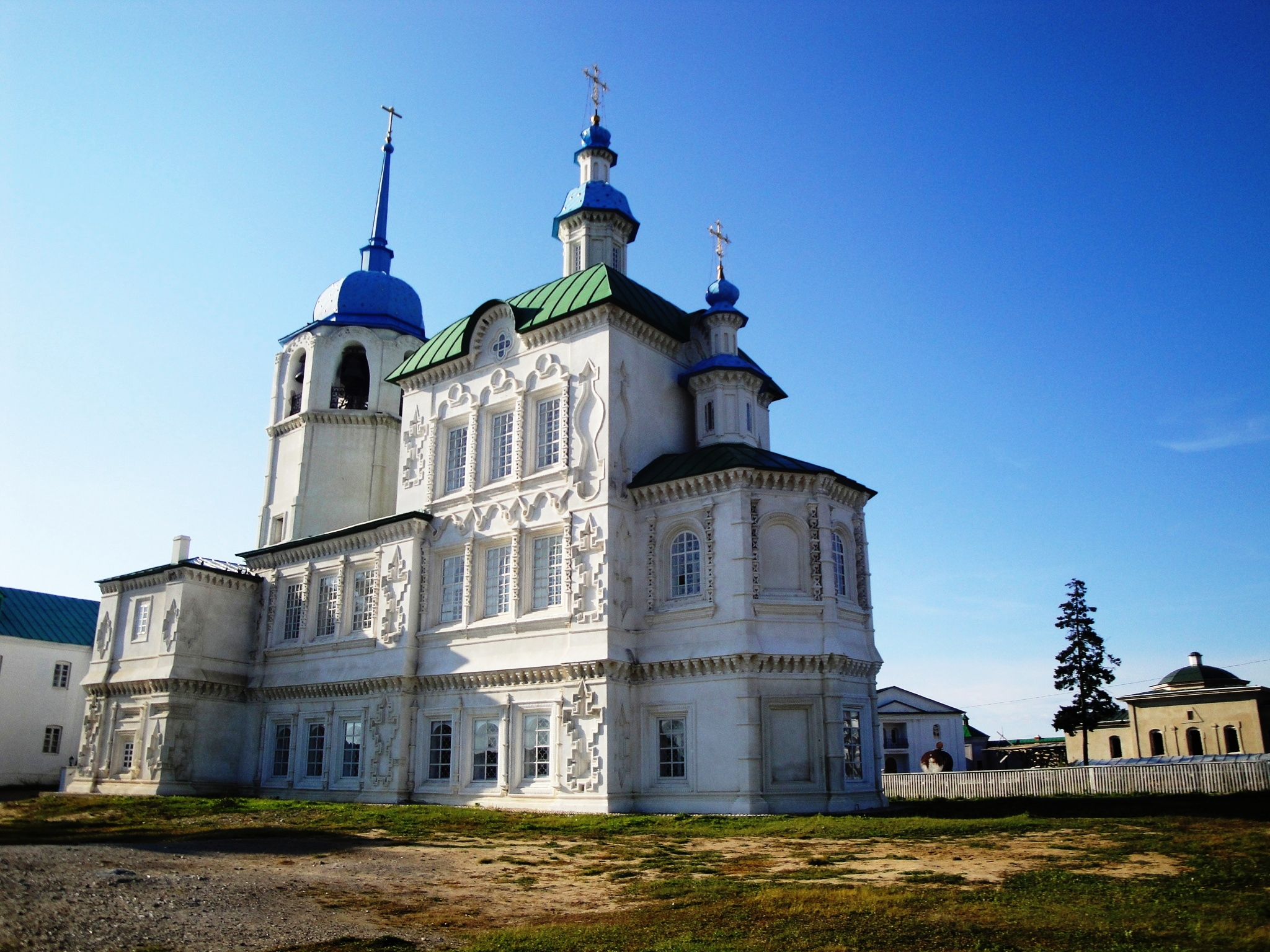
Catedral de la Transfiguration del Salvador en Posolski
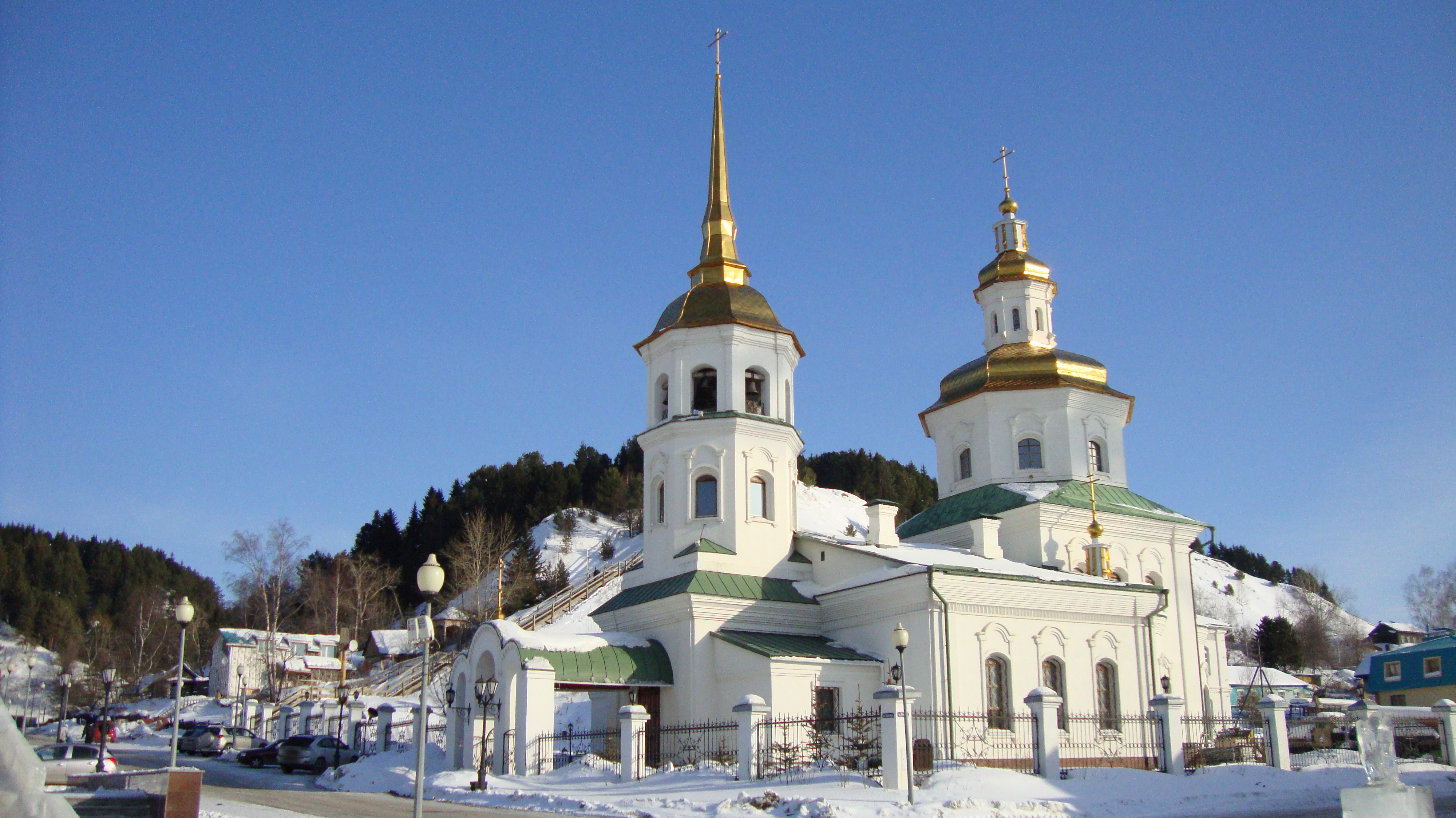
Iglesia de la Intercesión de la Virgen en Khanty-Mansiysk
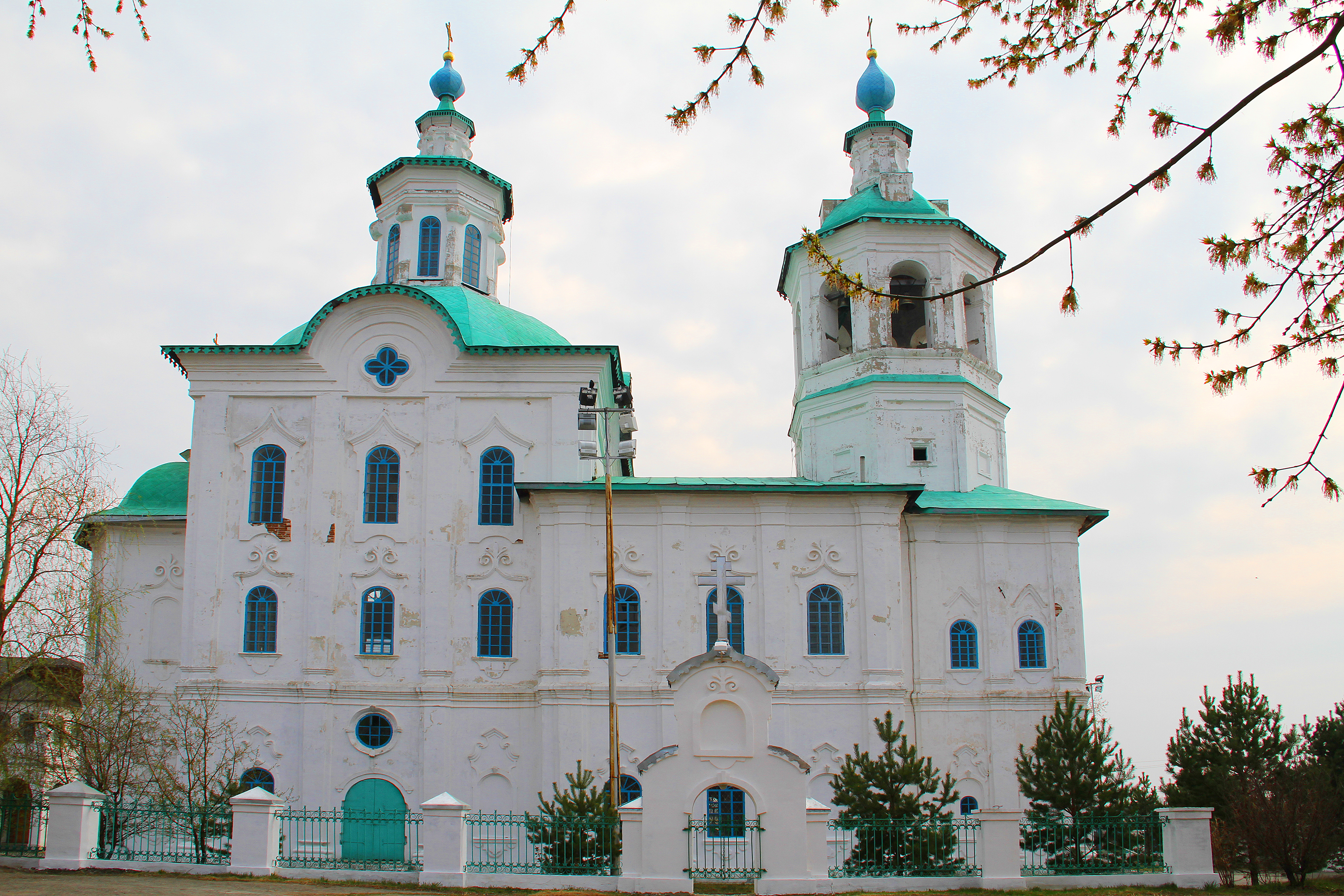
Catedral de la Epifanía en Ichim
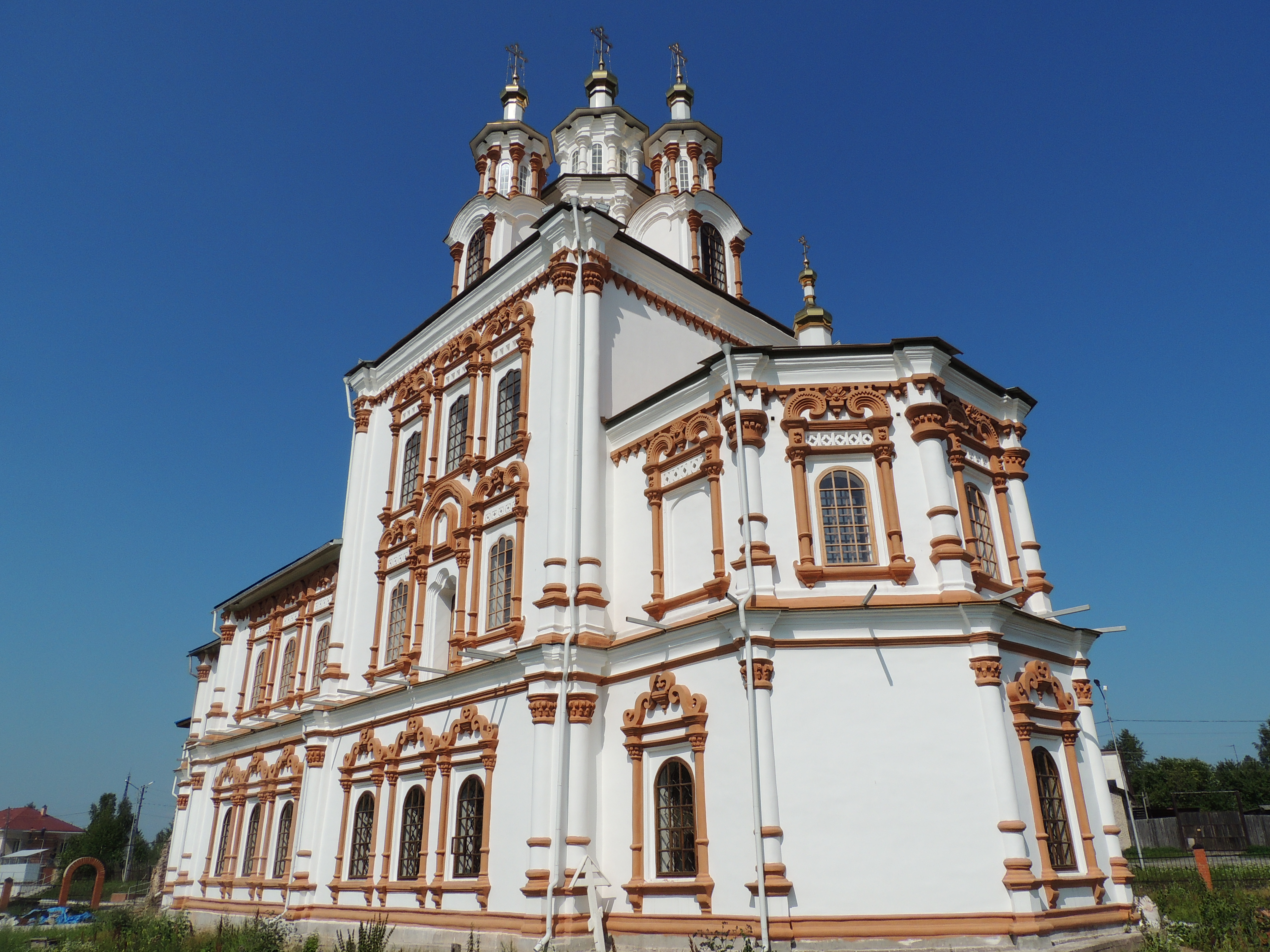
Catedral de la Presentación de Karpinsk  (1761-1776)
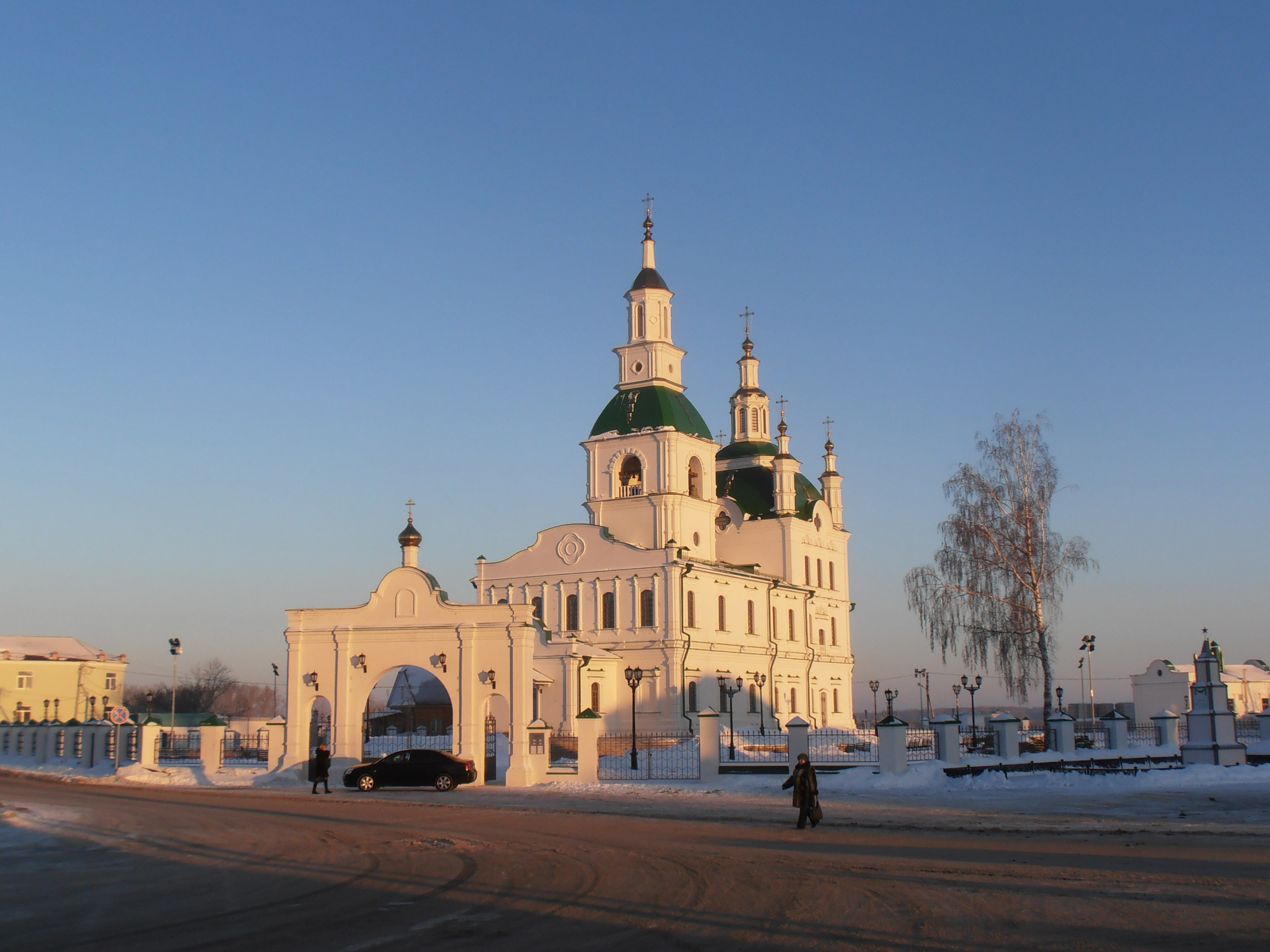
Catedral Sretenski en Ialoutorovsk
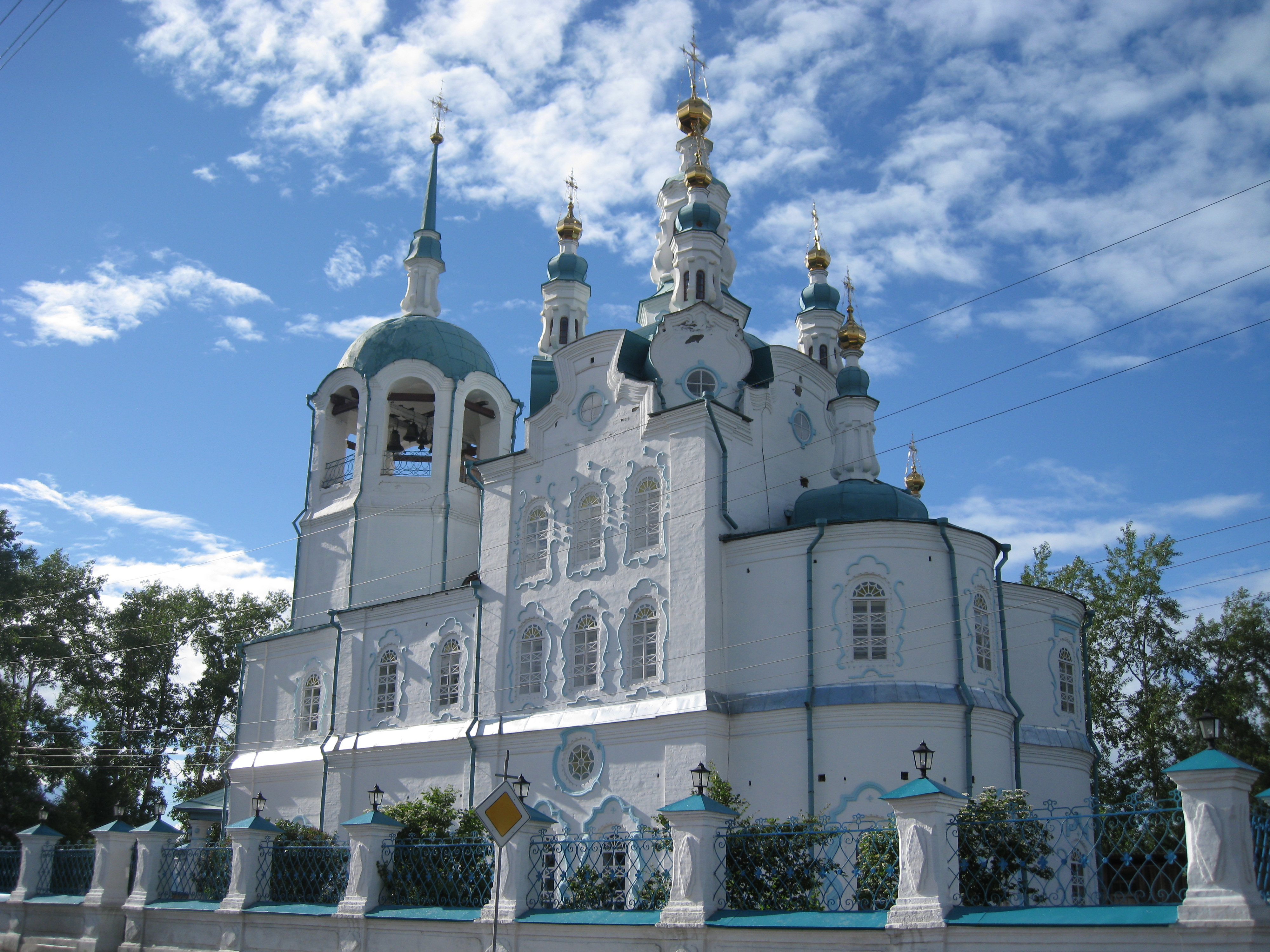
Catedral de la Dormición de Ienisseïsk (1774-1843)